# Mehrwertdienst (Telekommunikation)
Ein Mehrwertdienst (englisch value-added service, VAS) in der Telekommunikation (TK) ist eine spezielle Dienstleistung eines TK-Dienstleisters, welche über die Bereitstellung der Kommunikationsverbindung hinausgeht. Der Telefondienst stellt nur eine Verbindung zwischen zwei Kommunikationspartnern zur Verfügung, er ist der genutzte Basisdienst. Sobald die übertragenen Daten gespeichert oder in irgendeiner Art weiterverarbeitet werden, so handelt es sich um einen Mehrwertdienst.
TK-Mehrwertdienste sind in der Regel komplexe TK-Dienste, welche anspruchsvolle Anwendungen ermöglichen. Sie nutzen die Tatsache aus, dass die Telekommunikation und ihre Infrastruktur, ihre TK-Netze und TK-Dienste prinzipiell überall zur Verfügung stehen.

## Einteilung nach Art der Nachrichten

### Sprachliche Mehrwertdienste (voice)
Dienste, welche die gesprochenen Nachrichten speichern oder verarbeiten oder erweiterte Funktionalitäten beim Verbindungsaufbau zur Verfügung stellen, heißen sprachliche oder telefonische Mehrwertdienste.
- Computer Telephony Integration (CTI)
- Least Cost Routing (LCR)
- Centrex-Dienst

### Daten-Mehrwertdienste (non voice)
Wird der Telefondienst genutzt um andere Daten als Sprache zu übertragen, um diese zu speichern oder weiter zu verarbeiten, dann wird der Dienst als Daten-Mehrwertdienst oder Non-Voice-Dienst bezeichnet. Die Bedeutung solcher Dienste ist im Zeitalter des Breitband-Internets stark zurückgegangen.
- FAX
- Intranet
- E-Commerce
- E-Mail

## Einteilung nach Einsatzgebiet
Die Nachrichtenübertragung erfolgt in der Regel über das globale, öffentlich zugängliche Telefon-Netz. Trotzdem kann zwischen öffentlichem und privatem Einsatzgebiet unterschieden werden.

### Öffentliche Dienste
Öffentliche TK-Mehrwertdienste sind jedem Interessenten zugänglich. Öffentliche Anbieter haben die Möglichkeit beliebige Telekommunikationsnetze und beliebige Dienste im In- und Ausland aufzubauen und genießen nationale Monopolrechte.

### Private Dienste
Nichtöffentliche Betreiber von TK-Netzen werden als private Anbieter bezeichnet. Sie stehen mit ihren Dienstangeboten im gegenseitigen wirtschaftlichen Wettbewerb.

## Wirtschaftliche Aspekte
Aus wirtschaftlicher Sicht ist ein Mehrwertdienst ein Dienst, der andere Dienste oder Produkte ergänzt, um den Wert oder Nutzen dieser Dienste oder Produkte zu erhöhen. Das lässt sich vom Anbieter als zusätzliches Verkaufsargument (im Sinne eines Alleinstellungsmerkmals) nutzen oder bspw. um einen höheren Preis gegenüber dem Wettbewerb zu rechtfertigen.

## Technik
In der Regel nutzen TK-Mehrwertdienste zusätzliche elektronische Systeme, oft spielen Computer eine wichtige Rolle.
In der öffentlichen Telekommunikation wird dabei eine TK-Dienstleistung um eine weitere Dienstleistung ergänzt und beide Dienste gemeinsam abgerechnet.
Am verbreitetsten sind Telefonmehrwertdienste, bei denen ein Telefongespräch über spezielle Servicerufnummern verbunden wird. Die zusätzliche Dienstleistung wird über die Verbindungsgebühren abgerechnet. Diese Nummern eignen sich insbesondere für Dienstleistungen, die über das Telefon erbracht werden können und nach Gesprächsdauer berechnet werden, wie etwa Telefonsex, Call-in-Gewinnspiele, Support, Auskunfts- oder Beratungsdienstleistungen.
Für kostenpflichtige Servicerufnummern richten die jeweiligen nationalen Telekommunikations-Regulierungsbehörden Sonderrufnummern ein. Mehrwertdienste dürfen in vielen Ländern nur über Sonderrufnummern abgewickelt werden. Der Diensteanbieter kann den Preis frei bestimmen und stellt eine eigene Rechnung, die aber über den TK-Anbieter abgerechnet wird („Offline-Billing“).
Darüber hinaus gibt es noch weitere Servicenummern, die eine Abrechnung von Mehrwertdiensten ermöglichen, allerdings zu festgesetzten Tarifen, die direkt vom TK-Anbieter bestimmt und abgerechnet werden.
Zunehmend werden auch SMS zur Abrechnung von Mehrwertdiensten eingesetzt.

### Dialer
Auch für die Modem-Einwahl ins Internet wird diese Form der variablen Abrechnung genutzt. Teils legal und bequem bei wahlweisem Internetzugang, teils durch sogenannte Dialer, die sich widerrechtlich einwählen können oder dem Opfer einen sehr günstigen Tarif vortäuschen und unverhältnismäßig hohe Telefonrechnungen verursachen können.

### Missbrauch
Häufig werden Verbraucher durch unaufgeforderte Zusendungen von Fax, SMS, E-Mail etc. oder Anruf (insbesondere mittels so genannter Lockanrufe) animiert, kostenpflichtige Nummern zu wählen bzw. zurückzurufen, oder Nummern werden durch Dialer automatisch angewählt. Häufig wird dem Angerufenen per automatischer Ansage erklärt, dass er einen Geldpreis gewonnen habe (Gewinnanruf), den er telefonisch abrufen müsse.
Bei missbräuchlicher Nutzung versuchen die Anbieter oft zu verschleiern, dass es sich um Mehrwertdienst-Rufnummern handelt, indem beispielsweise eine Call-by-call-(Billig-)Vorwahlnummer vorangestellt und die Zahlenreihe so gruppiert wird, dass der Laie nicht auf den ersten Blick sehen kann, dass es sich um eine Mehrwertdienst-Rufnummer handelt.
Ein weiterer Missbrauch besteht in der Erschleichung von „Web-Abos“. Hierbei wird der Verbraucher durch Eingabe seiner Handynummer auf diversen Internetseiten veranlasst, unbemerkt ein Abonnement für eine Dienstleistung im Internet abzuschließen (z. B. unverlangte Zusendung von Informationen per E-Mail). Das Besondere ist hierbei, dass nun monatlich die Gebühren über die Telefonrechnung unter Punkt Mehrwertdienste abgebucht werden, ohne dass eine Telefonverbindung zustande kommt oder SMS versendet werden.

## Anbieter

### Kostenpflichtige Servicenummern

#### Deutschland
Mehrwertdienste im engeren Sinne, sogenannte Premium-Dienste, dürfen seit 2006 nur noch über Sonderrufnummern mit der Vorwahl 0900 abgewickelt werden.
Beispiele von Servicenummern zu festgesetzten Tarifen:
- Telefonauskunft: 118x
- Service-Dienste: 0180x
- MABEZ: 0137x in Deutschland

Nicht zu den Mehrwertdiensten zählen Telefondienste, die sich auf das Verbinden von Teilnehmern beschränken, auch wenn sie für den Anrufer oder den angerufenen hohe Kosten verursachen können:
- R-Gespräche
- Persönliche Rufnummer: 0700

##### 0190
In Deutschland hatte sich die Vorwahl 0190 vor allem durch Erotikdienste einen Namen gemacht. Viele Dialer stellten über ein Modem oder eine ISDN-Leitung die Verbindung zum DialIn-Server her. Von hier erhielt der User nun den Inhalt der Website. 
0190-Rufnummern konnten bis zum 31. Dezember 2005 genutzt werden. Die Gassen 0190-1 … 0190-9 hatten feste Anrufer-Minutenpreise entsprechend der nach 0190 folgenden Ziffer („Online-Billing“, heute noch bei 0180-Shared-Cost-Diensten in Verwendung), während die erst später etablierte Gasse 0190-0 individuelle Bepreisung der Dienste durch den Dienstanbieter ermöglichte („Offline-Billing“), jedoch nur aus dem Festnetz der Telekom erreichbar war. Beim Offline-Billing kann der Betreiber auch einen hohen, einmaligen Betrag erhalten und über die Telefonrechnung des Anrufers abrechnen lassen. Beispielsweise kann durch diese Methode ein Code abgerufen werden, den man telefonisch erhält und dann zum Download einer kostenpflichtigen Software verwenden kann.

##### 0900
Die 0190-„Nachfolger“ sind 09001, 09003 und 09005, die allesamt aus dem Festnetz mittels Offline-Billing abgerechnet werden (d. h. individuell bepreist werden können), wobei diese 0900-Rufnummern aufgrund fehlender Offline-Billing-Abrechnungsvereinbarungen über alternative Festnetzanbieter oftmals nicht zu erreichen sind.
Telefongesellschaften benutzen die 0900 (vormals 0190-0; siehe auch Teltarif.de) als „Billigvorwahl“, um über sie Gespräche per Call-by-Call auch von Anschlüssen aus zu ermöglichen, an denen üblicherweise kein reguläres Call-by-Call verfügbar ist (z. B. wegen Call-by-Call-Sperrung oder an Vollanschlüssen alternativer Netzbetreiber).
Die Deutsche Telekom hat aufgrund mangelnder Wirtschaftlichkeit und des existierenden Negativ-Images den Vertrieb von 0900-Produkten im Juli 2011 eingestellt und alle bei ihr betriebenen 0900-Servicenummern zum 31. Oktober 2011 gekündigt. Unabhängig von der Abschaltung bei der Telekom bleiben jedoch 0900-Rufnummern anderer Anbieter weiterhin erreichbar, auch aus dem Netz der DTAG, und werden regulär abgerechnet.
Die Bundesnetzagentur ordnet per Verfügung 72/2023 den Vorwahlbereich 0900 zum 1. Dezember 2024 neu. Künftig soll der Verbindungspreis ähnlich wie beim Vorwahlbereich 0180 direkt an der Vorwahl ersichtlich sein und zwar aufsteigend von 49 Cent/Minute (09000) bis 2,99 €/Minute (09008); die bisherige individuelle Bepreisung wird abgeschafft.

##### Rechtliches
Ab 15. August 2003 war es zunächst Aufgabe der „Regulierungsbehörde für Telekommunikation und Post“, gegen Missbrauch von Mehrwertdiensten vorzugehen. Die Behörde kann missbräuchlich genutzte Rufnummern sperren, Rechnungslegung und Inkasso untersagen und Bußgelder verhängen. Auch die Nachfolgerin Bundesnetzagentur kann so Missbrauch nicht vollständig unterbinden. Bei Sperrung einer Rufnummer, welche zudem häufig erst nach Wochen erfolgt, weichen die Betreiber beispielsweise einfach auf andere Nummern aus.
Wenn gegen die Preisangabepflicht verstoßen wird, entsteht jedoch kein Zahlungsanspruch gegen den Anrufer. Häufig werden auch andere Servicerufnummern wie 0137-Telewahl oder Telefonauskunftsnummern für kostenpflichtige Unterhaltungsangebote missbraucht, um die für 0900er-Nummern geltenden Schutzmaßnahmen zu umgehen.
Seit dem 1. September 2007 beträgt der zulässige Höchstpreis für 0900-Rufnummern 3 €/Minute oder 30 €/Anruf; zudem darf höchstens im 60-Sekunden-Takt abgerechnet werden. (§ 112 Abs. 1 und 2 TKG)
Das Gesetz zur kostenfreien Warteschleife trat zum 10. Mai 2012 in einer Neufassung des Telekommunikationsgesetzes in Kraft. Demzufolge sind seit dem 1. Juni 2013 Warteschleifen nur noch dann erlaubt, wenn sie für den Anrufenden gebührenfrei sind.
Mit der Novellierung des Telekommunikationsgesetzes zum 1. Dezember 2021 wurden Dialer komplett verboten, der bisherige Vorwahlbereich 09009 für Dialer entfällt somit. (§ 114 TKG)

#### Österreich
- 0800 – Kostenlose Dienste
- 0804 – Online-Dienste (Abrechnung über Internet-Provider)
- 0810 – maximal 10 Cent pro Minute (früher 0660 „zum Ortstarif“)
- 0820 – maximal 20 Cent pro Minute
- 0900 – allgemeine Mehrwertdienste (früher 045x), zeitabhängige Tarifierung
- 0901 – allgemeine Mehrwertdienste, Eventtarifierung, d. h. fixes Entgelt pro Anruf
- 0930 – Erotik (früher 045x), zeitabhängige Tarifierung
- 0931 – Erotik, Eventtarifierung, d. h. fixes Entgelt pro Anruf

Mehr Details unter Telefonvorwahl (Österreich)#Spezielle Nummernbereiche

#### Schweiz
- 0800 – Kostenlose Dienste
- 084x – Gebührenteilungsnummern, Servicenummern
- 0840 – Gebührenteilungsnummern
- 0842 – Gebührenteilungsnummern
- 0844 – Gebührenteilungsnummern
- 0848 – Mehrwertdienstnummern: Radio, einheitlicher Tarif, unabhängig vom Ort innerhalb der Schweiz
- 0878 – Mehrwertdienstnummern: einheitlicher Tarif, ehemals „One Number“
- 090x – allgemeine Mehrwertdienste: Business Nummern, Helpdesks etc.
- 0901 – Unterhaltung
- 0906 – Erotik, Erwachsenenunterhaltung

Mehr Details unter Telefonvorwahl (Schweiz).